# غالانائی
غالانائی (به انگلیسی: Ghalanai) یک شهر در پاکستان است که در مهمند، پاکستان واقع شده‌است. غالانائی ۶۵۱ متر بالاتر از سطح دریا واقع شده‌است.